# 조선의 행정 구역
조선의 지방 행정 구역은 전국을 8도로 나누어 고을의 크기에 따라 지방관의 등급을 조정하고, 작은 군현을 통합하여 전국에 약 330여 개의 군현을 두어 이루어졌다. 고려 시대까지 특수 행정 구역이었던 향, 소, 부곡도 일반 군현으로 승격시켰다.
왕조의 초기에는 고려의 제도를 그대로 답습하였으나 태종 13년(1413년)에 이르러 8도로 구획을 나누었다. 이 구획은 이후 약간의 변경은 있었으나, 대체로 조선 왕조의 말기까지 유지되었으며, 고종 32년(1895년)에 이르러 부·군·현의 각 칭호를 고쳐 군수(郡守)로 하는 한편, 8도를 23부(府)로 고치고 부에 관찰사를 두었다. 그러나 다음해에는 다시 구제(舊制)에 따라 13도로 고치면서 대폭 개편하였다.

## 관제
조선왕조의 지방관은 외관(外官)이라 하여 그 수위를 차지하는 것은 도(道)의 관찰사였고, 그 밑에 수령(守令)인 부윤(府尹)·대도호부사(大都護府使)·목사(牧使)·도호부사(都護府使)·군수(郡守)·현령(縣令)·현감(縣監) 등이 있었다. 속현이 존재하였던 고려와는 달리 모든 군현에 지방관을 파견하였다.
관찰사는 종2품으로 그 직무는 관하 각지를 순찰하며 수령의 행적과 민간의 실정 등을 관찰함에 있었으므로 본래 일정한 거처 없이 단신으로 순력(巡歷)하였고 따라서 관찰사의 직(職)은 반드시 순찰사(巡察使)를 겸하게 되어 있었다. 관찰사의 지방행정을 보좌하기 위하여 중앙에서 파견되는 관원으로 경력(經歷)·도사(都事)·판관(判官)·중군(中軍)·검률(檢律) 등이 있었다.
부윤(府尹)은 종2품의 지방관으로서 관찰사와 동격이었으며, 관찰사 소재지의 부윤은 대개 관찰사가 겸하기도 하였다. 부는 평안도 평양·의주, 함경도 영흥->함흥, 경상도 경주, 전라도 전주의 총 5개 지역에 설치되었다. 조선의 수도 한성부(漢城府) 또한 행정구역상으론 부였지만 이를 담당한 건 부윤이 아닌 판윤(判尹)으로 관찰사보다 상급인 정2품이었으며 지방직이라 여기지 않아 외관이 아닌 경관이 임명되었다. 수도권의 요충지에 설치되었던 유수부(留守府) 또한 행정구역상으론 부였으나 부윤이 아닌 유수가 장관이었고 판윤과 마찬가지로 경관이 임명되었다. 유수는 종2품에서 정2품으로 보임되었고 유수부는 경기도 개성·강화·광주·수원·춘천의 5개 처가 있었다. 유수부는 도에 속했지만 한성부는 도에 속하지 않았다.
목사(牧使)는 부윤에 다음가는 지방관으로서 정3품이었고 군읍(郡邑)의 이름이 주(州)로 된 곳 약 20개 처의 구획명이 목이었는데 그 장관을 바로 목사라고 하였다.
대도호부사(大都護府使, 약칭 府使)는 부윤에 다음가는 목사와 동급인 정3품의 지방관으로서 본래 도호부라는 제도는 한(漢)과 당(唐)의 제도로 군사상 진호(鎭護)가 그 임무였으나 조선의 경우에는 군사적 기능은 없었고 지방구획상의 한 명칭에 불과했다. 대도호부는 조선 초기부터 후기에 걸쳐 평안도 영변, 함경도 영흥, 강원도 강릉, 경상도 안동·창원의 총 5개 지역에 설치되었다.
도호부사(都護府使, 약칭 府使)는 목사와 대도호부사에 다음에 가는 종3품의 지방관이었다. 도호부는 중종 대 기준 45개 처가 있었다.
군수(郡守)는 도호부사에 다음가는 종4품의 지방관으로서 군은 전국에 약 80개가 있었다.
그 뒤로는 현의 장관인 종5품 현령(縣令), 종6품 현감(縣監)이 있았다.
이들 정식적 지방관제상의 행정권 이외에 관찰사, 병사(兵使)·수사(水使)와 대읍(大邑)의 수령은 그 막료(幕僚)로 비장(裨將)을 두었고, 또 향교(鄕校)의 지도를 위해 부·목에는 무록관(無祿官)인 교수(敎授), 군·현에는 무록관인 훈도(訓導)가 있었다.
이 밖에 지방행정관으로 교통행정에 관한 특수직인 찰방(察訪)·역승(驛丞)·도승(渡丞) 등이 있었다. 관찰사 및 수령의 사무는 중앙관제의 축도(縮圖)로서 이(吏)·호(戶)·예(禮)·병(兵)·형(刑)·공(工)의 육방(六房)으로 분장(分掌)케 하고, 그 사무는 토착의 이속(吏屬)을 임용하였으며, 이서(吏胥) 또는 아전(衙前)이라 불리었다. 이와 같이 지방관청의 부편성은 중앙관서의 육조(六曹)와 상응하게 6방으로 되어 있었으나 지방의 특정한 방이 중앙의 같은 상응조직(counterpart organization)인 조의 직접적 통제나 서로 긴밀한 연관성을 가진 것은 아니었다고 본다. 즉 이들 지방관청의 6방은 의정부와 6조와는 내·외직 간의 위계(位階)의 차이는 있었으나 직접적인 종적 명령계열이 확립되지는 않았으며 다만 도의 관찰사가 국왕의 직접적인 지휘감독을 받고, 또 군의 수령은 관찰사의 직접적인 지휘감독을 받았던 것이며 이들 6방은 각각 관찰사와 수령의 보조기관에 불과했다.

## 구성
아래는 경국대전(1485년) 편찬 시점이 기준이다.

### 경관직(京官職)
- 한성부(판윤:정2품) 1명
- 개성부(유수:종2품) 2명 - 1명은 경기 관찰사가 겸함

### 외관직(外官職)
| 8도(관찰사:종2품) | 부(부윤:종2품) | 대도호부 (대도호부사:정3품) | 목(목사:정3품)            | 도호부 (도호부사:종3품)                                | 군(군수:종4품)                                                                                        | 현(현령:종5품)                           | 현(현감:종6품) |
| ----------------- | -------------- | --------------------------- | ------------------------- | ------------------------------------------------------ | --- | ---------------------------------------- | --- |
| 경기              |                |                             | 광주(廣州)·여주·파주 양주 | 수원·강화·부평·남양 이천(利川)·인천·장단               | 양근·풍덕·안산·삭녕 안성·마전·고양                                                                    | 용인·진위·영평·양천·김포                 | 지평·포천·적성·과천·금천 교동·통진·교하·연천·음죽 양성·양지·가평·죽산 |
| 충청도            |                |                             | 충주·청주·공주·홍주       |                                                        | 임천·단양·청풍·태안 한산·서천·면천·천안 서산·괴산·옥천·온양                                           | 문의                                     | 홍산·제천·덕산·평택·직산 회인·정산·청양·연풍·음성 청안·은진·회덕·진잠·연산 이산(尼山)·대흥·부여·석성 비인·남포·진천·결성·보령 해미·당진·신창·예산·목천 전의·연기·영춘·보은·영동 황간·청산·아산 |
| 전라도            | 전주           |                             | 나주·제주·광주(光州)      | 남원·장흥·순천(順天) 담양                              | 보성·익산·고부·영암 영광·진도·낙안·순창 금산·진산·김제·여산                                           | 창평·용담·임피 만경·금구·능성            | 광양·용안·함열·부안·함평 강진·옥과·고산·태인·옥구 남평·흥덕·정읍·고창·무장 무안·구례·곡성·장성·진원 운봉·임실·장수·진안·무주 동복·화순·흥양·해남·대정 정의                                     |
| 경상도            | 경주           | 창원·안동                   | 상주·진주·성주            | 김해·영해·밀양 선산·청송·대구                          | 합천·함양·초계·청도 영천(永川)·예천·영천(榮川) 흥해·울산·양산·함안 김산·풍기·곤양                     | 영덕·경산·동래·고성(固城) 거제·의성·남해 | 개령·거창·삼가·의령·하양 용궁·봉화·청하·언양·칠원 진해·하동·인동·진보·문경 함창·지례·안음·고령·현풍 산음·단성·군위·비안·의흥 신녕·예안·영일·장기·영산 창녕·사천·기장·웅천                      |
| 강원도            |                | 강릉                        | 원주                      | 회양·양양·춘천·철원·삼척                               | 평해·통천·정선·고성(高城) 간성·영월·평창                                                              | 금성·울진·흡곡                           | 이천(伊川)·평강·김화·낭천 홍천·양구·인제·횡성·안협 |
| 황해도            |                |                             | 황주·해주                 | 연안·평산·서흥·풍천                                    | 곡산·봉산·안악·재령 수안·배천·신천                                                                    | 신계·옹진·문화·우봉                      | 장련·송화·장연·강령 은율·강음·토산 |
| 영안도(함경도)    | 영흥           | 안변                        |                           | 경성·경원·회령·종성 온성·경흥·부령·북청 덕원·정평·갑산 | 삼수·문천·고원·단천·함흥                                                                              |                                          | 홍원·이성·길성·명천 |
| 평안도            | 평양           | 영변                        | 안주·정주·의주            | 강계·창성·성천 삭주·숙천·구성                          | 중화·상원·덕천·개천·자산 가산·선천·곽산·철산·용천 순천(順川)·희천·이산(理山) 벽동·운산·박천·위원·영원 | 용강·삼화·함종·영유 증산·삼등·순안·강서  | 양덕·맹산·태천·강동·은산 |

- 영안도(함경도)
  - 영흥부윤은 관찰사가 겸함
  - 경성도호부사는 북도절도사가 겸함, 북청도호부사는 남도절도사가 겸함
- 평안도
  - 평양부윤은 관찰사가 겸함
  - 영변대도호부사는 절도사가 겸함

## 같이 보기
- 조선
- 조선의 통치 기구